# Kedron
Kedron (auch Cerdo oder Cerdon; † 106) war der vierte Bischof von Alexandria. Über ihn ist so gut wie nichts bekannt. Seine Amtszeit wird meist in die Jahre 96–106 gelegt. 
Er ist nicht zu verwechseln mit Cerdo, dem Gnostiker und dem möglichen Lehrer Markions.

## Weblink
- www.hypotyposeis.org (englisch)

| Vorgänger | Amt                           | Nachfolger |
| --------- | ----------------------------- | ---------- |
| Avilius   | Bischof von Alexandria 96–106 | Primus     |

| Personendaten    | Personendaten                    |
| ---------------- | -------------------------------- |
| NAME             | Kedron                           |
| ALTERNATIVNAMEN  | Cerdo; Cerdon                    |
| KURZBESCHREIBUNG | Bischof von Alexandria, Heiliger |
| GEBURTSDATUM     | 1. Jahrhundert                   |
| STERBEDATUM      | 106                              |